# J Mays
J Carrol Mays (Pauls Valley, 15 ottobre 1954) è un designer statunitense.
Durante la sua carriera ha ricoperto il ruolo di Vicepresidente del Global Design e Chief Creative Officer presso la Ford Motor Company, ed è stato Chief Design Officer presso Whirlpool Corporation. Il suo nome è semplicemente "J", in omaggio al nome di suo nonno, SJ Mays.

## Biografia

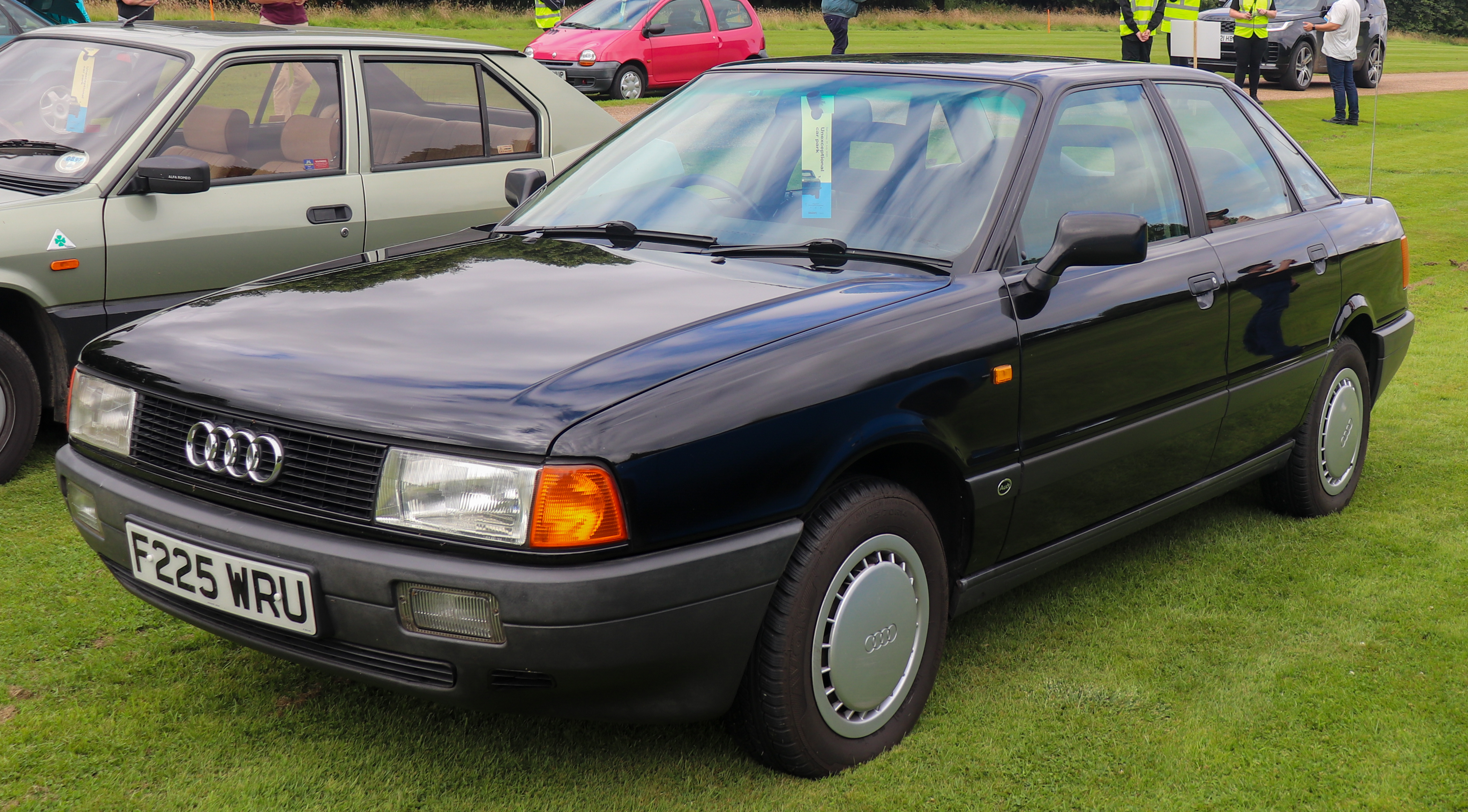
Audi 80 B3

Iniziò la sua carriera come designer presso Audi, lavorando sull'Audi 80 B3 del 1986. Dopo un breve periodo nel 1983 alla BMW dove lavorò brevemente ai progetti delle Serie 5 E34 e BMW Serie 8, tornò all'Audi l'anno successivo, dove lavorò alla progettazione design dell'Audi 100 C4, Volkswagen Golf III e Volkswagen Polo III.
Mays tornò negli Stati Uniti nel 1989, per diventare capo progettista presso il Volkswagen of America Design Center a Simi Valley in California. Mentre era lì, collaborò  alla progettazione della concept car Volkswagen Concept 1, una reinterpretazione moderna dell'originale Volkswagen Maggiolino. Nel 1991 disegnò la concept car Audi Avus quattro. Tornò in Germania nel 1993 come direttore del design Audi.
Sostituendo Jack Telnack come vicepresidente del design della Ford Motor Company nel 1997, Mays divenne responsabile del design degli otto marchi della Ford Motor Company (Ford, Lincoln, Mercury, Mazda, Volvo, Land Rover, Jaguar e Aston Martin).
Nel novembre 2002, i progetti di Mays furono oggetto di una mostra, "Retrofuturism: The Car Design of J Mays" al Geffen Contemporary Museum of Contemporary Art di Los Angeles. Fu responsabile di numerosi progetti di concept car, tra cui la Ford Fairlane, la Ford Shelby GR-1 e la "427", la Jaguar F-Type e la Volvo SCC. Mays venne coinvolto nella progettazione di diversi modelli, tra cui Aston Martin DB9, Land Rover Discovery, Ford GT, Ford Shelby GT500, Ford Fiesta VI, Ford Focus III, Ford Mustang VI e Ford F-150. Mays si dimise dalla Ford e andò in pensione alla fine del 2013 e venne sostituito da Moray Callum.

## Modelli disegnati

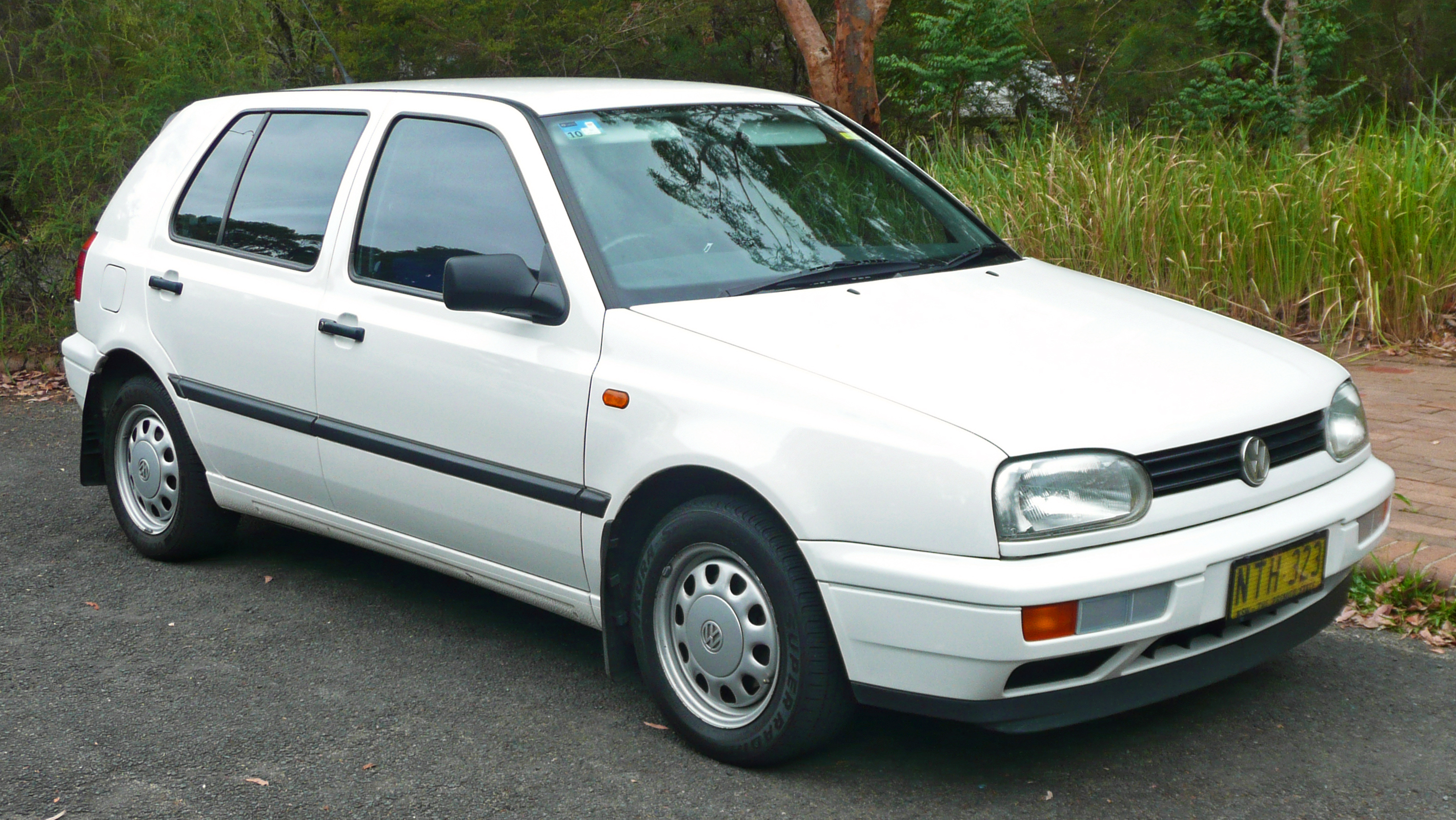
Volkswagen Golf III

- Audi 80 B3
- Audi Avus quattro
- Volkswagen Golf III
- Ford Shelby GR-1